# Славко Винчић
Славко Винчић (словен. Slavko Vinčić; Марибор, 25. новембар 1979) словеначки је фудбалски судија. Међународни је судија ФИФА-е од 2010. године. Учествовао је на Европском првенству у фудбалу 2012. као помоћник у тиму Дамира Скомине.